# Georges Martin (homme politique)
Pour les articles homonymes, voir Georges Martin et Martin.
Georges Martin, né le 19 mai 1844 à Paris et mort le 1er octobre 1916 dans la même ville, est un homme politique, médecin et franc-maçon français.
Très engagé dans la promotion des valeurs républicaines et laïques, il est l'un des grands acteurs des progrès sociétaux de la fin du XIXe siècle en France, tels l'émancipation des femmes, l’assistance aux enfants et la réouverture des bureaux de bienfaisance de Paris. Il joue également un rôle notoire dans l'histoire de la maçonnerie française en tant que membre fondateur, en 1880, de la Grande Loge symbolique écossaise et, avec Maria Deraismes, le précurseur du Droit humain international, première obédience mixte.

## Biographie

### Éducation et études
Georges Martin, est né le 19 mai 1844 à Paris au 101 rue Mouffetard d'un père pharmacien, Marie Hippolyte Joseph Martin, originaire de Sologne et d'Anne Françoise Caroline Faffe. Son père le fera instruire chez les jésuites de la rue Lhomond,.
Lauréat d'un baccalauréat littéraire en 1861 puis d'un baccalauréat scientifique en 1863, il entreprend des études de médecine à la faculté de Paris. Il interrompt celles-ci trois ans plus tard afin de s'engager dans les troupes de Garibaldi. Georges Martin reprendra ses études à Montpellier, qu'il achève avec succès en 1870 - par l'obtention du titre de docteur en médecine.

### L'engagement politique
Georges Martin s'engage très vite pour les idées et activités républicaines et prend part aux dernières luttes de l'opposition républicaine contre l'Empire. En 1866, il part à la conquête de la Vénétie avec les troupes de Giuseppe Garibaldi ; au quartier Latin, il est au nombre des dirigeants de l'action démocratique. En septembre 1870, au lendemain de Sedan, lorsque l'armée de Châlons, commandée par le maréchal de Mac Mahon, y fut encerclée et vaincue, il se met au service  de la République et reçoit une affectation d'aide major à l'ambulance du fort d'Issy. Après la capitulation, il se retire dans sa propriété familiale de Lafarge, en Sologne. S'il est déjà médecin à Sceaux, ce n'est qu'après mai 1871, lors de la fin de la Commune de Paris, qu'il installe son cabinet de médecin, rue Mouffetard à Paris. Le dévouement et le désintéressement qu'il montre dans l'exercice de son métier le rendent aussitôt populaire[réf. nécessaire].
En 1874, il est élu au Conseil municipal de Paris comme conseiller du quartier de la Gare, et sera réélu à trois reprises, en 1878, 1881 et 1884. Il rend les plus grands services au conseil dans les questions d'assistance publique (assistance aux enfants, aux infirmes, aux personnes âgées). Il se déclare partisan de l'autonomie communale et participe à la fondation du groupe qui porta ce nom.
En 1876, il propose au conseil municipal le vote d'une loi sur les accidents de travail. Élu au Conseil de surveillance de l'Assistance publique, il prépare la réorganisation des bureaux de bienfaisance de Paris, et souligne la nécessité de laïciser les services hospitaliers.
En 1880, il renonce à ses activités de médecin afin de se consacrer pleinement à la vie de la cité. En 1884, il est élu président du Conseil général de la Seine et doit en démissionner un an plus tard, en 1885, afin d'accepter son élection comme sénateur de ce même département. Il est alors le plus jeune de cette assemblée. Il s'efforce durant son mandat de sénateur de faire réaliser les réformes qu’il a préconisées au niveau départemental et au niveau municipal. Il siège à l'extrême gauche, et reste constamment associé aux votes soutenus par cette minorité.
Battu aux élections de 1891, il s'installe dans le Loir-et-Cher et se présente août 1897 au conseil général dans le canton de Lamotte-Beuvron où il sera réélu jusqu'à la fin de sa vie. À quatre reprises, sa candidature aux élections législatives lui permet d'exposer au cours de la campagne les idées républicaines et laïques.
Son nom reste associé à l'arrêt du Conseil d'État du 4 août 1905 qui a joué un rôle majeur dans le domaine du droit des contrats administratifs.

## Parcours maçonnique

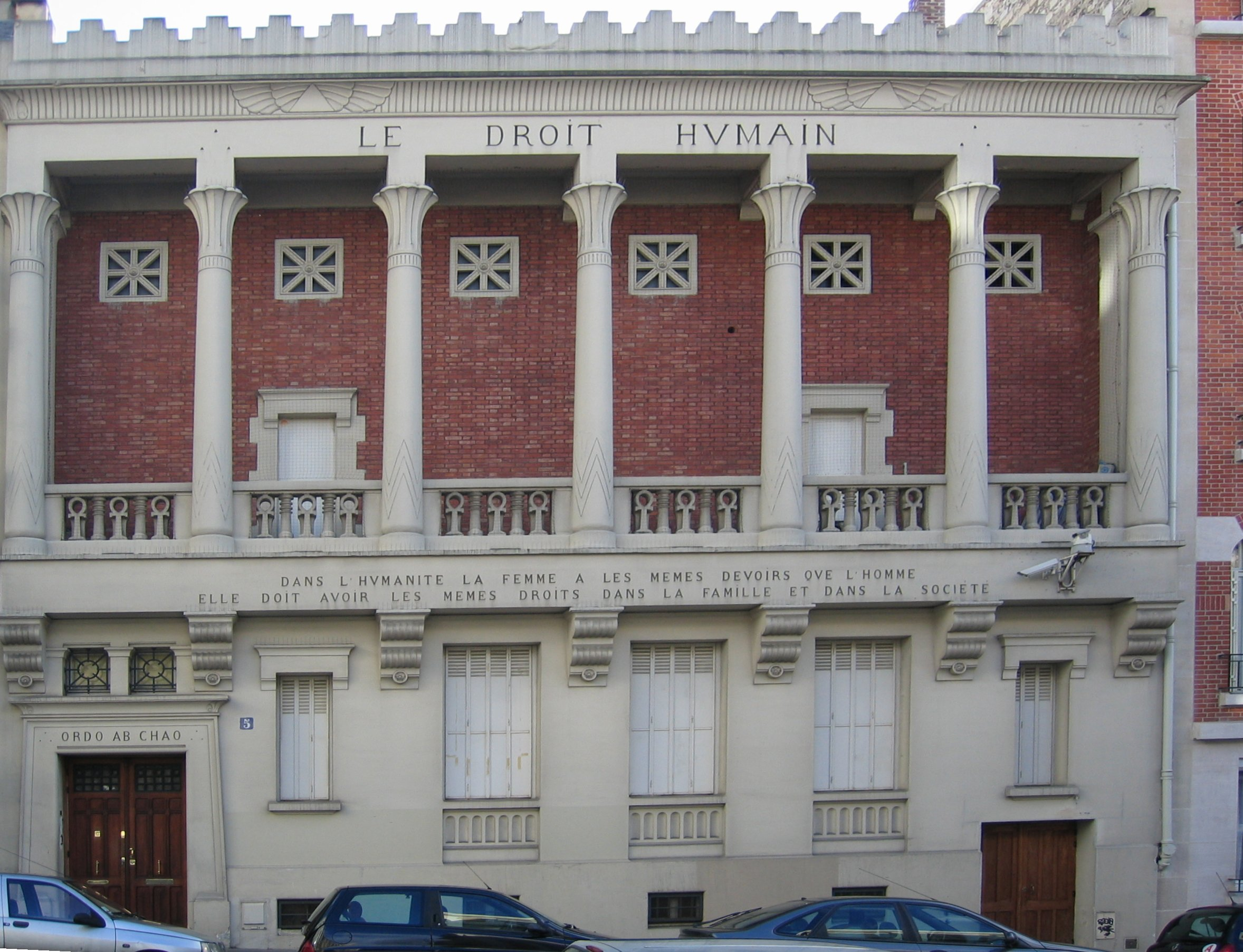
Georges Martin légua sa demeure sise au 5, rue Jules-Breton, Paris 13e à l'Ordre maçonnique mixte international « le Droit humain ». Aujourd'hui le bâtiment en est le siège.

Défendant des idéaux progressistes et républicains tels que la laïcisation de l'éducation et l'émancipation des femmes, Georges Martin est amené à fréquenter les francs-maçons et notamment les amis de Léon Richer et de Maria Deraismes. Il est recu le 21 mars 1879 à la loge Union et Bienfaisance, travaillant au Rite écossais ancien et accepté, et située au siège de la Grande Loge de France.
Il participe à la lutte des loges bleues contre le « pouvoir absolu » qu'il reproche au Suprême Conseil de France et fait partie des membres dissidents qui fonderont, en 1880, la Grande Loge symbolique écossaise. 
Georges Martin épouse, en 1889, Irma Marie Eugénie Laîné, qui prend le nom de Marie-Georges Martin. 
Le 13 juin 1890, la loge Jérusalem Écossaise effectue un appel global aux obédiences françaises dans le but que l'une d'entre elles prête un local à la loge mixte Le Droit des Femmes, qu'elle a l'intention de fonder. Ces tentatives aboutirent en fin de compte à la création d'une nouvelle obédience maçonnique, l'Ordre maçonnique mixte international « le Droit humain ». La fondatrice Maria Deraismes, aidée et soutenue par Georges Martin, meurt un an après la création du Droit humain. À partir de ce décès, il investit temps et argent dans la nouvelle obédience mixte. 
Georges Martin prévoit l'extension de la maçonnerie mixte dans le monde entier, c'est pourquoi il crée en 1901 le Suprême Conseil universel mixte « le Droit humain » afin que les femmes puissent accéder aux hauts grades.
Sa femme, Marie-Georges Martin, meurt peu après la déclaration de guerre en 1914. Ce double événement frappe l'homme politique français dont la santé se détériore. Il meurt le 1er octobre 1916 dans sa demeure du cinq rue Jules-Breton qu'il avait fait édifier pour le Droit humain. Il est enterré à La Ferté-Saint-Aubin,.

## Hommage
La loge no 1892 du Droit humain international, située au Paraguay, porte le nom de Georges Martin en son hommage et porte le numéro 1892 en référence à l'année où il soutenu la création du Droit humain.